# Pivijay
Pivijay est une municipalité située dans le département de Magdalena en Colombie.